# Мышецкие
Мыше́цкие — княжеский род из числа Рюриковичей верхнеокской группы, представители которого в XV веке предположительно владели землями по реке Мышеге, откуда и название.
На исходе XVII века Мышецкие потеряли доступ на государственную службу и сильно обеднели вследствие того, что большинство из них после церковного раскола оставались приверженцами старой веры и подвергались гонениям и арестам, а их земли конфисковывались.

## Происхождение
Происхождение князей Мышецких тёмное. При составлении родословцев их подверстали в группу потомков удельных князей Тарусских:

А князя Михаила (Всеволодовича) сын князь Юрий остался и оставил отчизну свою пустой, и пришол в Тарусу, и в Тарусе правил и произвёл 5 сыновей. Старшего звали Орехва, а прозвище ему было Всеволод, а другой был Семён, а третий Михайло, а четвертый Иван, а пятый Константин. И разделил им после живота своего отчизну: старшему Всеволоду — Тарусу, Семёну — Конин, Михаилу — Мышагу и Ивану — Волкону, а Константину — Оболенск.
В летописях никаких сведений о Мышецком (Мышагском) княжестве не зафиксировано. В начале XX века Г. А. Власьев указывал на очевидные хронологические неувязки в этом изложении:

Принимая таким образом князей Мышецких за потомство князя Михаила Юрьевича, внука святого Михаила Всеволодовича Черниговского, мы не имеем нескольких промежуточных поколений между Михаилом Юрьевичем и известным нам по росписи родоначальником, князем Андреем (в крещении Фёдором). Зная, что святой Михаил Черниговский родился около 1195 года и умер в 1246 году и полагая около 35 лет на промежуток между поколениями, надо думать, что до 1409 года прошло до 5 поколений, и поэтому князя Андрея должны поставить в XVI колене от Рюрика, что и принято в настоящем изложении.
Эта же версия принята в объемной работе члена ИРО Москвы Лебединского М. Ю. «Хроника рода князей Мышецких», где родословная продолжена до второй половины XX века. В XVIII веке с распространением моды на иностранных родоначальников дворянских фамилий Мышецкие объявили своим предком маркграфа мейсенского Андрея, выехавшего будто бы из Саксонии в Россию в 1209 году.
Точку в спорах о происхождении Мышецких на данный момент не смогла поставить даже генетическая генеалогия. Результаты исследования генетического материала ныне живущего князя Мышецкого, полученные в рамках проводимого научно-исследовательского проекта по изучению современных Рюриковичей, показали его принадлежность к гаплогруппе N-L550 и относительную генетическую близость к Рюриковичам. Однако не находит удовлетворительного исторического объяснения вывод, что ближайший общий по мужской линии предок Мышецких и всех остальных Рюриковичей этой гаплогруппы жил существенно ранее IX века.

## Известные представители
- Князь Мышецкий Данила Тимофеевич — воевода в Корелах (1609), в Устюжне-Железопольской (1610).
- Князь Мышецкий Ефим Иванович — воевода в Саратове (1620—1622).
- Князь Мышецкий Ефим Фёдорович (ум. около 1659) — воевода в Мангазее (1625—1627), в Мещовске (1632), в Свияжске (1636), в Устюге-Великом (1652—1655), дворянин московский (1627—1677).
- Князь Мышецкий Данила Ефимович (1608—1661) — стряпчий (1636—1640), стольник (1658), воевода в Вильне (1659), где и убит (1661). Его сын, дипломат и военачальник при Алексее Михайловиче, комендант Вильны.
- Князь Мышецкий Афанасий Петрович — стряпчий (1658—1676).
- Князья Мышецкие: Тимофей, Семён и Дмитрий Фёдоровичи — московские дворяне (1660—1677).
- Князь Мышецкий, Борис Ефимович — воевода в Белгороде (1660—1662), стольник (1658—1686) (ум. после 1689).
- Князь Мышецкий Гаврила Матвеевич — воевода в Устюге-Великом (1667).
- Князь Мышецкий Иван Данилович — комнатный стольник (1676), стольник (1676—1686).
- Князь Мышецкий Григорий Ефимович — стряпчий (1694).
- Князья Мышецкие: Иван Тимофеевич, Григорий Борисович, Василий Дмитриевич, Фёдор, Мартьян и Василий Семёновичи — стольники (1682—1696)[10][11].
- Князь Мышецкий, Яков Ефимович (ум. 1700) — стольник (1668—1692), дипломат.
- Князья Мышецкие: Андрей Дионисиевич (1664—1730) и Симеон Дионисиевич (1682—1740) — известные деятели старообрядчества (братья Денисовы).
- Князья Мышецкие: Иван Семёнович (1765 — после 1814) — генерал-майор (1808) и Василий Семёнович — Георгиевский кавалер (1790); их отец, Семён Иванович (1716 — после 1773) — автор книги «История о казаках запорожских».
- Князь Мышецкий, Александр Алексеевич (род. 1797? — 1870) — генерал-майор (1863), начальник Корпуса жандармов в Омске (1839—1843), в Олонецкой губернии (1843—1866)[12][13].
- Князь Мышецкой Пётр Николаевич (1858—1925) — генерал-лейтенант, герой Первой мировой войны.
- Князь Мышецкой Николай Евграфович (1817—1897) — предводитель дворянства Новгородской губернии.

## Литературные факты
Вымышленный князь Сергей Яковлевич Мышецкий является главным героем исторического романа Валентина Пикуля «На задворках Великой империи» (1959—1962). Прототипом князя Мышецкого в романе послужил, однако, не потомок рода Мышецких, а князь Сергей Урусов (1862—1937), общественный и политический деятель Российской империи начала XX века.